# Профессор Хаос (Южный Парк)
«Профессор Хаос» (англ. Professor Chaos) — эпизод 606 (№ 85) сериала «Южный Парк», премьера которого состоялась 10 апреля 2002 года.

## Сюжет
С того момента, как Кенни «окончательно» умер от мышечной болезни, Стэн, Кайл и Картман некоторое время общались с Баттерсом в качестве их четвёртого лучшего друга. В начале этого эпизода они официально «увольняют» его с этого поста за то, что он слишком «обсосный» (англ. lame).
Баттерс, расстроенный тем, что его отвергли, решает, что, раз ему суждено быть изгоем, он будет приносить миру разрушение. Для этого он делает костюм из фольги и придумывает себе новое имя — профессор Хаос. Для начала он идёт в свой любимый ресторан «Бенниганс» и меняет местами две тарелки с заказами, а потом комкает бельё у себя дома, считая, что это принесёт в мир хаос. На следующее утро Баттерс ищет в газетах упоминания своих «злодеяний». Ничего не найдя, он решает, что средства массовой информации скрывают ужасную правду от населения.
Стэн, Кайл и Картман устраивают конкурс, для которого собирают двадцать с лишним детей из школы (большей частью это уже знакомые по предыдущим сериям второстепенные персонажи). Целью конкурса является выбрать из всех этих детей того, кто сможет стать их четвёртым лучшим другом. Они продумывают конкурс заранее: в нём несколько этапов и множество испытаний.
Первым испытанием на конкурсе стал поход всей компанией в парк развлечений. В эпизодах этих «отборочных туров» пародируются кастинги на американские телешоу: Кайл, Стэн и Картман сидят «перед камерой» и дают интервью о достоинствах и недостатках каждого кандидата, те также дают интервью, говоря, почему именно они должны стать лучшими друзьями. После этого происходит первый отсев: мальчики дают тем, кто остаётся в конкурсе, по розе, остальным Картман говорит: «Спасибо за участие и пошли в жопу».
В следующем конкурсе участники должны подсказывать ответы Кайлу, Стэну и Картману, что они и делают хором на вопрос мисс Заглотник о том, сколько будет пятью один. Также дети проверяют, как их потенциальные друзья смотрятся в «стандартных ситуациях» — когда стоят вместе с ними на остановке или подкалывают друг друга.
Во время урока мисс Заглотник не может найти свою губку, которую спрятал профессор Хаос. Она достаёт запасную губку, но Баттерс выходит из класса, входит под видом профессора Хаоса (его никто не узнаёт) и уносит и эту губку.
В конкурсе Стэн, Кайл и Картман проводят второй отсев. Остаются шестеро — Токен, Тимми, Джимми, Твик, Полотенчик и Пип.
Вечером Баттерсу приходит записка: «Я знаю, кто ты. Встретимся в доках Саут-Парка». Баттерс решает прийти на встречу и берёт с собой своих «приспешников» — нескольких хомячков, которых он считает также готовыми сеять Хаос. В доках выясняется, что записку написал Дуги — очкарик из второго класса, который вылетел в первом туре конкурса и тоже хочет сеять хаос и разрушение. Баттерс даёт ему имя генерал Бардак.
Стэн, Кайл и Картман проводят конкурс в купальниках (на котором Полотенчик стоит в женском белье) и конкурс талантов, в котором побеждает Токен. Далее, они идут на бейсбол. Во время игры на стадионном экране появляется изображение профессора Хаоса, который обещает затопить Землю. Люди пугаются, однако новый план (заключавшийся в том, чтобы вода вытекала из шланга и постепенно затопила всё) провалился — сантехники выключили воду. Тогда профессор Хаос придумывает свой «самый ужасный» план — с помощью баллончиков с аэрозолем уничтожить озоновый слой Земли.
Стэн, Кайл и Картман размышляют, кого им выбрать. Они отсеивают Пипа, поскольку он на бейсболе попросил купить чай и булочку. Полотенчик им нравится, но он всё время укуренный и не может сосредоточиться. Тимми «слишком много думает о себе». О Джимми они отзываются с презрением, когда он приносит им кучу конфет и головоломок, пытаясь подлизаться. Токен, по мнению Картмана, «хитрожопый». Кайл возражает: «Ты тоже хитрожопый». Картман говорит: «Вот именно, зачем нам ещё один?» — с чем Кайл соглашается.
В конце эпизода закадровый голос задаёт вопросы:
1. Удастся ли профессору Хаосу разрушить озоновый слой?
2. Кого мальчики выбрали новым лучшим другом?
3. Кто из этих персонажей (Шеф, мистер Гаррисон, Джимбо Керн, офицер Барбреди, мисс Заглотник, мэр Мэкдэниэлс) будет зверски убит в следующем эпизоде и больше не появится в сериале?

Показываемые в этот момент портреты персонажей являются отсылкой к эпизоду «Мамаша Картмана по-прежнему грязная шлюха», где в таком же драматичном стиле задавался вопрос: «Кто отец Картмана?».
Голос объявляет: "Ответы на эти вопросы вы узнаете… прямо сейчас:
1. Нет.
2. Твик.
3. Мисс Заглотник.

## Все участники конкурса

### Первый отсев
- Айк
- Биби
- Венди
- Дэмиен
- Дог Пу
- Дуги
- Кевин
- Марк Котсвальд
- Филмор
- Фосси
- Дошкольник (имя неизвестно)

### Второй отсев
- Джейсон
- Клайд
- Крэйг
- Луиджи

### Финальный отсев
- Джимми
- Пип
- Полотенчик
- Тимми
- Токен

### Победитель
- Твик

## Пародии
- В образе профессора Хаоса спародирован злодей из комиксов Marvel Доктор Дум, а его костюм напоминает злодея Магнето из комикса «Люди Икс». Поведение Баттерса в классе также намекает на «Важного человека» (англ. Stupendous Man), альтер-эго Кельвина из комикса «Кельвин и Хоббс».
- Конкурс на звание нового лучшего друга — пародия на принципы американских телешоу и в особенности на шоу «The Bachelor» (Холостяк) (в том числе оттуда взят элемент со вручением роз). Также присутствуют намёки на проект «Кандидат» (слово «уволен»).
- Музыка, играющая на протяжении конкурса, — пародия на главную тему из сериала «Друзья», «I’ll Be There for You».
- Мелодия, которую пытается сыграть на гитаре Полотенчик на конкурсе талантов, — вступление «Stairway To Heaven» Led Zeppelin, однако Полотенчик, как обычно, укуренный и не может взять нужные ноты.

## Факты
- Появление инопланетян: одного инопланетянина можно заметить в толпе людей, ждущих очереди на аттракцион.
- Возраст Полотенчика в «полотеничьих» годах — 17.
- Возраст всех детей в титрах «телешоу» указан как 8 лет несмотря на то, что они все уже в четвёртом классе.
- В этом эпизоде появляется Мистер Дёрб — он торгует попкорном в парке аттракционов.
- В этом эпизоде есть флажок «Cow Days» — это является отсылкой к эпизоду Коровьи дни. Он виден в комнате Картмана, когда тот прогоняет Баттерса.
- Баттерс говорит, что покупает тампоны по просьбе друзей, это отсылка к эпизоду «Ждём новый фильм Терренса и Филлипа».
- Луиджи — босс мафии по торговле зубами Луги из эпизода «Зуб за зуб зубной феи 2000».
- Когда ребята при первом отсеве объявляют Луиджи, видно Дэмиена с розой в руках. Когда Кайл объявляет Твика, роза у него исчезает, но сразу после объявления Твика мы видим розы в руках у Дэмиена и Дог Пу. Но когда все, не получившие розы, уходят, Дэмиен и Дог Пу уходят вместе с ними.
- Судя по проводимым конкурсам, становится ясно, почему именно ребятам не подходил Баттерс: он не подсказывает в классе и не обзывается (оба эти условия в конкурсе специально проверялись).
- У Баттерса на стене висят 2 постера: один — мужчина с гитарой, другой — «Оргазмо», фильм создателей «Южного Парка» Мэтта Стоуна и Трея Паркера.
- Хотя Крэйг считается главным хулиганом класса и мастером оскорблять людей (он постоянно показывает всем средний палец), у него не получается нормально поучаствовать в перепалке со Стэном, Кайлом и Картманом.
- Перед началом конкурса Клайд спрашивает: «А если мы не хотим быть вашими друзьями?». Тем не менее, он остаётся участвовать и даже проходит во второй тур.
- В ранних эпизодах в каждом классе был отдельный туалет. Теперь и четвероклассники (Баттерс), и второклассники (Дуги) ходят в один, школьный.
- В финале конкурса вместо шестерых участников ждут «победной» розы только пятеро — среди них нет Пипа. Однако, когда Стэн, Кайл и Картман принимали решение, фото Пипа лежало среди прочих на столе.
- В эпизоде показана природная аномалия — гроза, происходящая в зимний период.
- Заголовки газеты «South Park Times», которую листают Стивен и Баттерс Стотчи:
  - New Theater To Open In South Park — В Саут-Парке открывается новый театр.
  - South Park Marathon. A Month Away — Марафон Саут-Парка. Прошёл месяц.
  - South Park Grocery Store. Seeing an Amazing Surge in Sales! — Бакалейный магазин Саут-Парка. Посмотрите на потрясающие изменения в ценах!
  - Afghanistan! Tajikistan! Pakistan! …damn those «Stans»! — Афганистан! Таджикистан! Пакистан! …чёртовы «станы»!
  - North Park Ratings Sky Rocket — Рейтинг Норт-Парка взлетает.
  - Street Painting Festival Hits. South Park. Great Success — Хиты фестиваля уличного рисунка. Саут-Парк. Крупный успех.
  - Flying Frogs Put This Years Crops In Danger — Из-за летающих лягушек урожай этого года под угрозой.
  - Young Girl’s Shoe Found After Three Years Of Difficult Searching — Ботинок маленькой девочки найден после трёх лет напряжённых поисков.